# 新疆生产建设兵团第十二师一〇四团
新疆生产建设兵团第十二师一〇四团是中华人民共和国新疆生产建设兵团第十二师下辖的一个团。

## 行政区划
新疆生产建设兵团第十二师一〇四团下辖以下单位：
团部、牧一场、牧二场、牧三场、四连、二连、九连、畜牧连、育肥羊场、六连、养禽场和七连。